# Waterpolo en los Juegos Olímpicos de París 2024
El waterpolo en los Juegos Olímpicos de París 2024 se realizó en el Centro Acuático de París (fase de grupos) y el Paris La Défense Arena en Nanterre (fase final) del 27 de julio al 11 de agosto de 2024.
Fueron disputados en este deporte dos torneos diferentes, el masculino y el femenino.

## Clasificación

### Torneo masculino
| Competición                  | Fecha                                  | Sede                            | Plazas | Equipos clasificados             |
| ---------------------------- | -------------------------------------- | ------------------------------- | ------ | -------------------------------- |
| País anfitrión               | –                                      | –                               | 1      | Francia                          |
| Campeonato Mundial           | 17 – 29 de julio de 2023               | Fukuoka ( Japón)                | 2      | Grecia Hungría                   |
| Juegos Asiáticos             | 2 – 7 de octubre de 2023               | Hangzhou ( China)               | 1      | Japón                            |
| Juegos Panamericanos         | 30 de octubre – 4 de noviembre de 2023 | Santiago · ( Chile)             | 1      | Estados Unidos                   |
| Campeonato Europeo           | 4 - 16 de enero de 2024                | Dubrovnik · Zagreb · ( Croacia) | 1      | España                           |
| Campeonato Mundial           | 5 – 17 de febrero de 2024              | Doha ( Catar)                   | 4      | Croacia Italia Montenegro Serbia |
| Campeonato Mundial – África  | 5 – 17 de febrero de 2024              | Doha ( Catar)                   | 1      | Sudáfrica                        |
| Campeonato Mundial – Oceanía | 5 – 17 de febrero de 2024              | Doha ( Catar)                   | 1      | Australia                        |
| TOTAL                        |                                        |                                 | 12     | 12                               |

### Torneo femenino
| Competición                 | Fecha                                  | Sede                        | Plazas | Equipos clasificados |
| --------------------------- | -------------------------------------- | --------------------------- | ------ | -------------------- |
| País anfitrión              | –                                      | –                           | 1      | Francia              |
| Campeonato Mundial          | 16 – 28 de julio de 2023               | Fukuoka ( Japón)            | 2      | España Países Bajos  |
| Oceanía                     | 11 – 12 de agosto de 2023              | Auckland ( Nueva Zelanda)   | 1      | Australia            |
| Juegos Asiáticos            | 2 – 7 de octubre de 2023               | Hangzhou ( China)           | 1      | Japón                |
| Juegos Panamericanos        | 30 de octubre – 4 de noviembre de 2023 | Santiago · ( Chile)         | 1      | Estados Unidos       |
| Campeonato Europeo          | 5 – 13 de enero de 2024                | Eindhoven · ( Países Bajos) | 1      | Grecia               |
| Campeonato Mundial          | 4 – 16 de febrero de 2024              | Doha ( Catar)               | 2      | Hungría Italia       |
| Campeonato Mundial – África | 4 – 16 de febrero de 2024              | Doha ( Catar)               | 1      | Sudáfrica            |
| TOTAL                       |                                        |                             | 10     | 10                   |

## Medallistas
| Evento                   | Oro    | Plata     | Bronce         |
| ------------------------ | ------ | --------- | -------------- |
| Masculino (11 de agosto) | Serbia | Croacia   | Estados Unidos |
| Femenino (10 de agosto)  | España | Australia | Países Bajos   |

## Medallero
| Núm. | País           | Oro | Plata | Bronce | Total |
| ---- | -------------- | --- | ----- | ------ | ----- |
| 1    | España         | 1   | 0     | 0      | 1     |
| 1    | Serbia         | 1   | 0     | 0      | 1     |
| 3    | Australia      | 0   | 1     | 0      | 1     |
| 3    | Croacia        | 0   | 1     | 0      | 1     |
| 5    | Estados Unidos | 0   | 0     | 1      | 1     |
| 5    | Países Bajos   | 0   | 0     | 1      | 1     |
|      | TOTAL          | 2   | 2     | 2      | 6     |